# Seło Czerniw
Seło Czerniw (ukr. Село Чернів, ros. Село Чернев) – przystanek kolejowy w miejscowości Czerniów, w rejonie iwanofrankiwskim, w obwodzie iwanofrankiwskim, na Ukrainie. Położony jest na linii Lwów – Czerniowce.